# 戴維斯·塔沃特
戴維斯·塔沃特（英語：Davis Tarwater；1984年3月24日—）是一位美國游泳運動員。他代表美國國家游泳隊參加了2008年奧運會和2012年奧運會的比賽。在2012年倫敦奧運會上，他幫助美國隊獲得4乘200米自由泳接力項目的金牌。